# 科学世界 (博物馆)

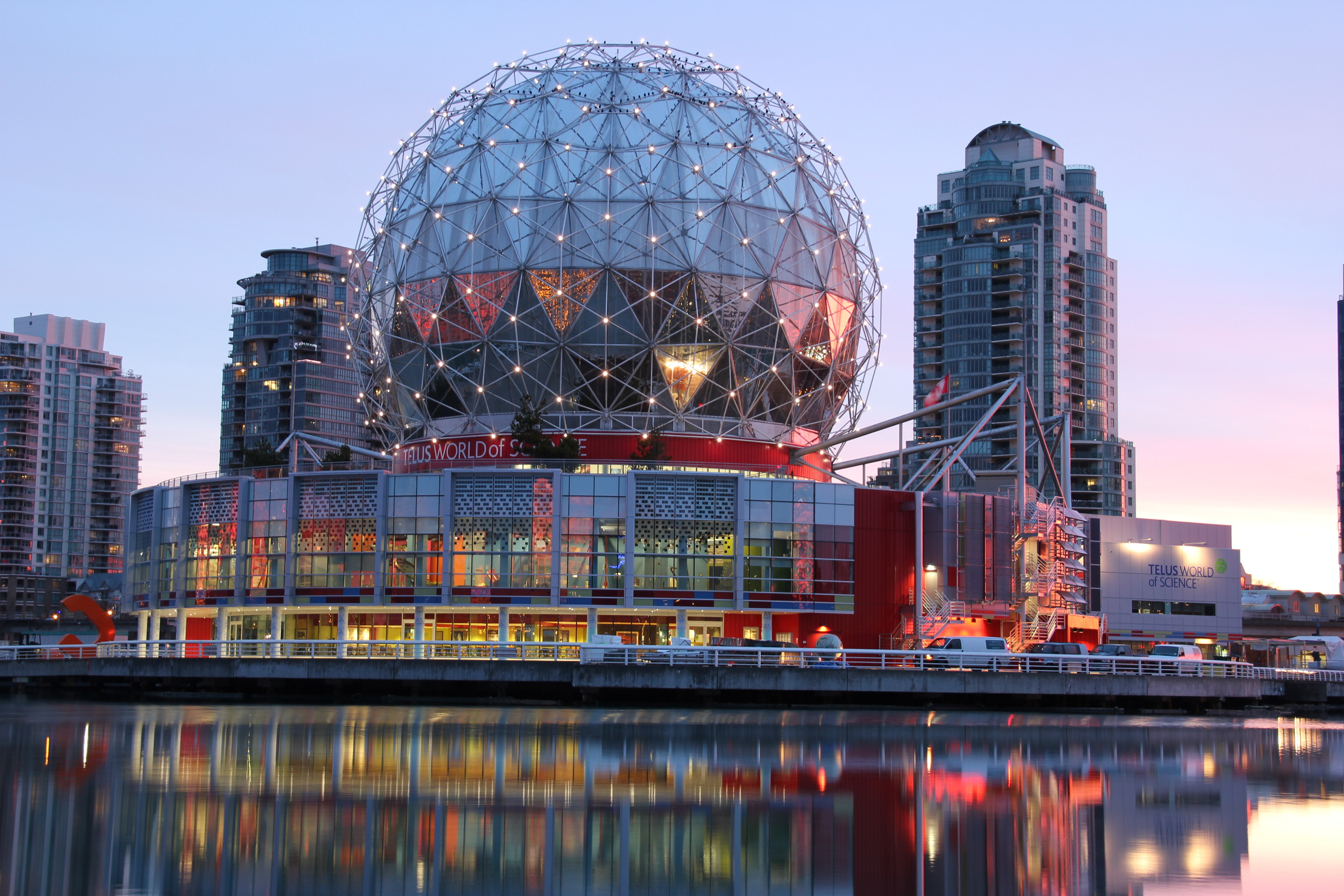
科學世界的福溪主場館

科學世界（英語：Science World）是一個在加拿大卑詩省溫哥華營運科學博物館的非牟利機構。

## 历史
其主場館是一座位於福溪東端的球型屋頂建築，鄰近架空列車緬街－科學世界站，於1986年世界博覽會期間作大會中心建築之用。主場館於2004年獲電訊公司研科斥資900萬加元冠名贊助，遂改稱研科科學世界（Telus World of Science），但機構名稱則維持為「科學世界」。除了福溪主場館外，科學世界還於列治文時代坊商場設有衛星課室，並不時派遣外展團隊到省内其他城鎮推廣科學教育。
科學世界的2010/11年度入場人數約為65萬人次。

## 外部連結
- 官方网站
- 科學世界教育資源 （页面存档备份，存于）

49°16′24″N 123°06′14″W / 49.273251°N 123.103767°W